# FlexATX

Сравнение размеров материнских плат

FlexATX — форм-фактор материнской платы, разработан Intel в 1999 году как замена MicroATX.
FlexATX определяет размер материнской платы не более 9.0 x 7.5" (229 x 191 мм), а также размещение на ней не более чем 3-х слотов расширения. Состоянием на начало 2017 года, сам термин FlexATX не получил широкого распространения. Однако значительная часть компактных системных плат бюджетной категории, оборудованных двумя слотами для модулей памяти и одним-тремя слотами PCI и PCI-Express, фактически соответствуют стандарту FlexATX. Несмотря на это, продавцами такие платы в большинстве случаев классифицируются, как MicroATX.
Flex-ATX построен на тех же базовых элементах, что и ATX, и micro-ATX, имеет расположение отверстий для крепежа, совместимое с microATX, блок разъёмов ввода-вывода как у ATX и microATX, но сочетает все компоненты на меньшей площади. Подобно mini-ITX, Flex-ATX нацелен на промышленные компьютеры.